# Halbhavi, Lingsugur
Halbhavi là một làng thuộc tehsil Lingsugur, huyện Raichur, bang Karnataka, Ấn Độ.